# Nan Shepherd
Anna Shepherd, connue sous le nom de Nan Shepherd, née le 11 février 1893 près d'Aberdeen et morte le 27 février 1981 dans la même ville, est un écrivain et poète écossais. Elle est principalement connue pour un récit intitulé The Living Mountain (La montagne vivante), inspiré de ses marches dans les collines de Cairngorms.
Elle figure depuis 2016 sur les billets de 5 £ (en) émis par la Royal Bank of Scotland.

## Biographie
Anna Shepherd naît le 11 février 1893 à Cults, aujourd'hui banlieue d'Aberdeen, sur la côte est de l'Écosse. Son père, John, est mécanicien ; sa mère est née Jane Smith Kelly.
Au terme de ses études à la Aberdeen High School for Girls (en), puis à l'Université d'Aberdeen, où elle obtient un master en 1915, elle enseigne la littérature anglaise à l'Aberdeen Training Centre for Teachers, devenu plus tard l'Aberdeen College of Education (en), jusqu'à sa retraite en 1956,,. En 1964, l'Université d'Aberdeen lui décerne un doctorat honoris causa.
Elle publie trois romans entre 1928 et 1933, dont l'action se déroule à chaque fois dans de petites communautés rurale du nord-est de l'Écosse. Le premier, The Quarry Wood, est rejeté par treize éditeurs. Ces romans, qui sont salués par la critique tant au Royaume-Uni qu'aux États-Unis, sont suivis d'un recueil de poèmes en 1934, dont trois en Scots. 
L'âge venant, elle se met à faire de l'exercice dans les collines de Cairngorms. Elle décrit dans un récit intitulé The Living Mountain, achevé en 1945 mais publié seulement en 1977, l'influence qu'exercent ces lieux sur elle. Elle le décrit comme suit à une amie dans une lettre de 1940 : « Je ne suis plus moi-même, mais fais partie d'une vie au-delà de moi-même. »,. Robert Macfarlane (en) y relève pour sa part « une circulation continuelle entre les paysages extérieurs du monde et les paysages intérieurs de l’esprit ».
Elle ne se marie jamais et meurt le 27 février 1981 à Aberdeen, à l'âge de 88 ans,.

## Postérité
Elle figure depuis 2016 sur les billets de 5 £ (en) émis par la Royal Bank of Scotland. Cette série est la première de la banque à représenter des femmes (outre Nan Shepherd sur le billet de 5 £, le billet de 10 £ représente la mathématicienne Mary Somerville).
Une plaque commémorative sur laquelle une de ses citations est gravée est placée en 2000 dans la Cour de Makar (en) au centre d'Édimbourg.
Un prix Nan Shepherd est décerné tous les deux ans depuis 2019 par la maison d'édition Canongate pour des écrits sur la nature.

## Œuvres

### Romans
- The Quarry Wood, 1928

- The Weatherhouse, 1930

- A Pass in the Grampians, 1933

### Poèmes
- In the Cairngorms, 1934, 62 p.[9]

### Récit
- The Living Mountain (trad. La montagne vivante, 2019[6]), 1977, 80 p. (écrit pendant la Seconde Guerre mondiale)[4],[10],[11],[12],[13]